# Labastide-de-Lévis
 Labastide-de-Lévis là một xã trong tỉnh Tarn thuộc vùng Occitanie ở miền nam nước Pháp. Xã này nằm ở khu vực có độ cao trung bình 151 mét trên mực nước biển.